# Laura Fogli
Laura Fogli (Italia, 5 de octubre de 1959) es una atleta italiana retirada especializada en la prueba de maratón, en la que ha conseguido ser subcampeona europea en 1986.

## Carrera deportiva
En el Campeonato Europeo de Atletismo de 1982 ganó la medalla de plata en la carrera de maratón, recorriendo los 42,195 km en un tiempo de 2:36:29 segundos, llegando a meta tras la portuguesa Rosa Mota y por delante de la noruega Ingrid Kristiansen.
En el Campeonato Europeo de Atletismo de 1986 ganó la medalla de plata en la carrera de maratón, recorriendo los 42,195 km en un tiempo de 2:32:52 segundos, llegando a meta de nuevo tras la portuguesa Rosa Mota (oro con 2:28:38 segundos) y por delante de la soviética Yekaterina Khramenkova (bronce con 2:34:18 s).